# 狄奧多勒
基洛斯的狄奧多勒（希臘語：Θεοδώρητος Κύρρου，英語： 或 ，393年-約457年），東正教譯為德奧多里特，敍利亞基洛斯地方的主教，希臘教父，5世纪的基督教著名神學家之一。
基洛斯的狄奧多雷（是安提阿學派的一位有影響力的神學家、聖經評論家和居魯斯的基督教主教（423－457年）。
他在5世紀拜占庭教會的幾次爭議中扮演了關鍵角色，這些爭議導致了各種大公會議的行動和分裂。他撰寫了反對亞歷山大的西里爾的十二條詛咒，這些詛咒被送給了涅斯多留，並且直到迦克墩會議才親自譴責涅斯多留。他反對西里爾的著作被納入三章爭議，並在第二次君士坦丁堡大公會議上被譴責。一些迦克墩派和東敘利亞基督徒視他為有福的人。
狄奧多勒接受了廣泛的宗教和世俗教育。根據狄奧多勒給我們的實際證據，他的教育完全是宗教性的。他每週拜訪彼得·加拉提亞，接受 馬其頓和其他苦行者的指導，並在年輕時成為安提阿教士中的一名讀經員。他顯然也接受了廣泛的古典教育，這對於一個在長期以來一直是世俗學習和文化中心的城市中富裕父母的孩子來說並不奇怪。他懂敘利亞語和希臘語，但不熟悉希伯來語或拉丁語。在他的信件中，他引用了荷馬、索福克勒斯、歐里庇得斯、阿里斯托芬、德摩斯梯尼和修昔底德的作品。當他二十三歲時，雙親都已去世，他將財產分給窮人，並在不遠於阿帕米亞的 尼塞爾特修道院成為一名僧侶。在那裡他生活了大約七年。
在423年，他離開了尼塞爾特修道院，因為他被任命為居魯士的主教，管理一個約四十平方英里的教區，包含800個堂區，但其主教座堂所在的城市卻是一個不起眼的小鎮。他在他的教區內轉化了超過1,000名馬吉安派信徒，此外還有許多阿里烏派和馬其頓派信徒；他從教堂中撤除了超過200本塔提安的《四福音合參》；並且他建造了教堂並為其提供了聖物。

## 生平
公元393年，他出生於叙利亚的安提阿，幼年時就入修院修道。423年，他成為基洛斯地方的主教，之後，除了遭到短時流放外，他在該城度過了自己的餘生。他去世的時間不詳，但最遲不會晚於卡爾西頓大公會議召開後的六七年。

## 外部連結
- http://www.crossroadsinitiative.com/library_author/64/Theodoret_of_Cyr.html （页面存档备份，存于）
- 狄奧多勒著作選（英文） （页面存档备份，存于）
- 《大不列顛百科全書》（11版，英文） （页面存档备份，存于）
- 狄奧多勒著作全集，《希臘教父全集》（Migne Patrologia Graeca） （页面存档备份，存于）